# Бертон Уондерерс
Бе́ртон Уо́ндерерс (англ. Burton Wanderers Football Club) — английский футбольный клуб из Бертон-апон-Трент, Стаффордшир, Англия. Клуб был основан в 1871 году. Входил в Футбольную лигу на протяжении трёх сезонов в середине 1890-х. В 1901 году клуб объединился с «Бертон Свифтс», после чего образовался «Бертон Юнайтед». Домашним стадионом клуба был «Дерби Терн».

## История
Клуб был основан в 1871 году. Стал одним из клубов-основателей Лиги Мидленда в 1890 году. В сезоне 1893/94 «Бертон Уондерерс» стал чемпионом Лиги Мидленда даже несмотря на то, что с клуба сняли очки за то, что за них сыграл незарегистрированный игрок. Клуб был приглашён во Второй дивизион Футбольной лиги в сезоне 1894/95. По итогам сезона 1896/97 команда заняла предпоследнее место в лиге и не была переизбрана.
Наивысшим достижением клуба в рамках Футбольной лиги стала победа над «Ньюкасл Юнайтед» со счётом 9:0 в сезоне 1894/95. Этот матч до сих пор остаётся самым крупным поражением в истории «Ньюкасл Юнайтед».
После выхода из Футбольной лиги клуб продолжал выступать в Лиге Мидленда. В 1901 году «Бертон Уондерерс» объединился с клубом «Бертон Свифтс» (бывший на тот момент членом Футбольной лиги), образовав новый клуб под названием «Бертон Юнайтед». Новый клуб занял место «Бертон Свифтс» в лиге и выступал на стадионе «Свифтс», Пил Крофт».

## Домашний стадион
Во время своего существования «Бертон Уондерерс» проводил домашние матчи на стадионе «Дерби Терн». Рекорд посещаемости стадиона был установлен 10 февраля 1894 года в матче Кубка Англии против «Ноттс Каунти», за которым наблюдало 6000 зрителей.

## Достижения
Лига Мидленда
- Чемпионы: 1893/94
- Второе место: 1892/93

Кубок Англии
- Лучший результат: второй раунд, 1893/94